# Kostel Santa Maria delle Grazie (Milán)
Santa Maria delle Grazie („P. Marie Milostivé“) je název jednoho z nejznámějších kostelů v italském Miláně. V refektáři (jídelně) dominikánského kláštera připojeného ke kostelu se nachází známá freska Poslední večeře (1498) od Leonarda da Vinciho. Klášter s kostelem byly postaveny v letech 1463–1497 na přání tehdy v Milánském vévodství nově nastoupivšího rodu Sforzů.
V srpnu 1943 klášterní budovy velmi vážně poškodilo bombardování při náletu anglo-amerického letectva; klenby a východní stěna refektáře byly naprosto zdemolovány, ale severní stěna s Poslední večeří se šťastně zachránila (také díky předchozím ochranným opatřením), stejně jako většina stěny jižní, nesoucí fresku Ukřižování (1495) od lombardského malíře Giovanniho da Montorfano. Po válce byly kostel i klášter částečně zrekonstruovány, refektář postaven znovu.
Pro svou historickou hodnotu byl architektonický celek i s da Vinciho freskou v roce 1980 zapsán na seznam světového dědictví UNESCO.